# Пйолуново
Пйолуново (пол. Piołunowo) — село в Польщі, у гміні Радзеюв Радзейовського повіту Куявсько-Поморського воєводства.
Населення — 168 осіб (2011).
У 1975-1998 роках село належало до Влоцлавського воєводства.

## Демографія
Демографічна структура станом на 31 березня 2011 року:
|          | Загалом | Допрацездатний вік | Працездатний вік | Постпрацездатний вік |
| -------- | ------- | ------------------ | ---------------- | -------------------- |
| Чоловіки | 81      | 14                 | 59               | 8                    |
| Жінки    | 87      | 14                 | 52               | 21                   |
| Разом    | 168     | 28                 | 111              | 29                   |